# Glenwood, New South Wales
Glenwood este o suburbie în Sydney, Australia.